# Butan-2-ol
El butan-2-ol o alcohol sec-butílico es un alcohol secundario de fórmula H3C-CH2-CH(OH)-CH3. Los isómeros de este compuesto son el butan-1-ol, el metilpropan-1-ol y el metilpropan-2-ol.

## Véase también

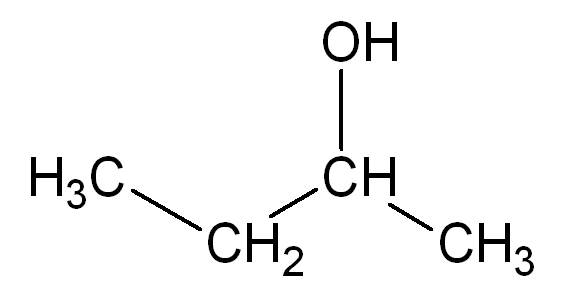
Fórmula estructural del 2-butanol